# New York State Route 32
Pour les articles homonymes, voir Route 32.
La New York State Route 32 est une route de l'État de New York, aux États-Unis.
Orientée nord-sud, elle traverse la vallée du fleuve Hudson et la région du Capital District (en).